# Ottaviano di Paoli
Ottaviano di Paoli dei conti di Segni (né à Rome, alors capitale des États pontificaux, et mort le 5 avril 1206) est un cardinal italien du XIIe siècle.

## Biographie
Ottaviano di Paoli exerce plusieurs missions comme légat en France dans les années 1170.
Le pape Lucius II le crée cardinal lors d'un consistoire de mi-1182. Il est notamment légat près du roi Henri II d'Angleterre et en Ombrie.
Le cardinal Ottaviano di Paoli participe à l'élection d'Urbain III en 1185, de Grégoire VIII et de Clément III en 1187, de Célestin III en 1191 et d'Innocent III en 1198. En 1200, il est doyen du Collège des cardinaux.

## Sources
- Fiche du cardinal sur le site fiu.edu